# 索基爾 (留波姆區)
51°17′58″N 23°55′9″E / 51.29944°N 23.91917°E
索基爾（烏克蘭語：Сокіл），是烏克蘭的村落，位於該國西部沃倫州，由科韋利區負責管轄，面積1.26平方公里，海拔高度183米，2001年人口146，人口密度每平方公里115.87人。